# Prosopochoeta nitidiventris
Prosopochoeta nitidiventris là một loài ruồi trong họ Tachinidae.